# 張騏牧
張騏牧（英語：David Kee-bock Teo，1951年—），超級集團有限公司，以及富士印刷铝片化工有限公司創辦人、董事長及首席執行官。

## 生平
出生於新加坡，祖籍於金门青屿村，在中學畢業後，在19歲開始投入社會工作，由於父親己故，故曾經經營糖果制造业結束，原因是受到大型糖果商壟斷。之後在1982年和日本富士印刷集团組成富士印刷铝片化工有限公司，並安排在1988年5月6日於新加坡交易所上市，並成立在馬來西亞子公司。到了80年代，他認識了菲律宾经营咖啡的朋友建議後，便在1987年，創立超級咖啡飲品製造有限公司，也是首家在新加坡咖啡飲品製造公司，1994年，他把創立企業在新加坡上市，之後在1998年躍升至主板上市，之後開拓中國大陸、越南等地區，而產品已推出了不少飲品種類，2010年9月，成功在臺灣證券交易所以臺灣存託憑證上市。
另外，張騏牧除了經營印刷業、食品飲料業外，還經營房地產業務，但最主要是專注食品飲料業務。

## 連結
- 张骐牧要让全球华人都喝 Super Coffeemix （页面存档备份，存于）